# Ennis House

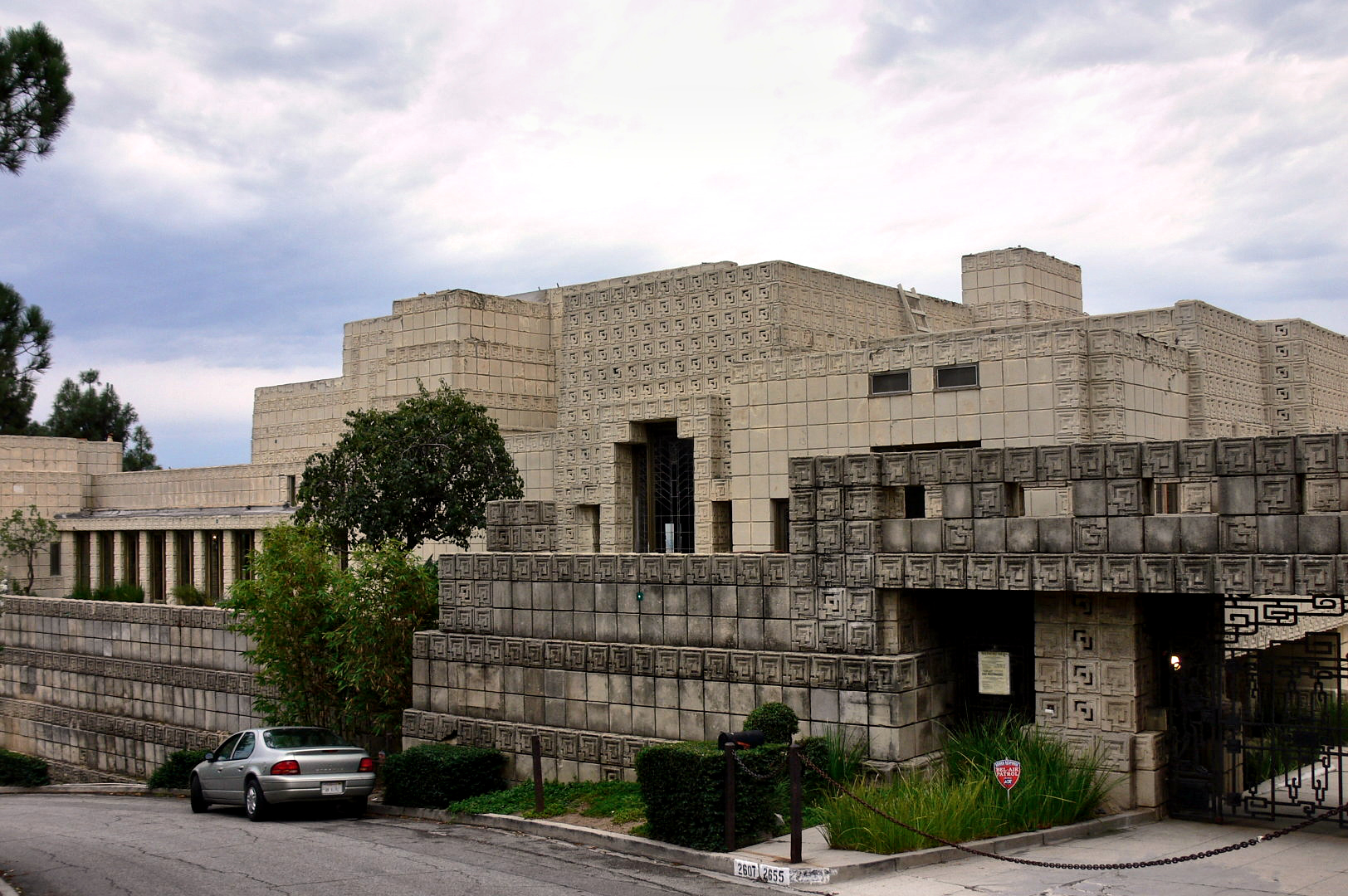
Ennis House.

Ennis House är en villa i norra Los Angeles, Kalifornien. Byggnaden uppfördes mellan åren 1923 och 1924 och ritades av Frank Lloyd Wright till paret Charles och Mabel Ennis. 
Den spektakulära arkitekturen, som sägs ha inspirerats av Mayakulturens tempel, byggs upp av ornamenterade betongmoduler som kopplas samman av armering, vilket skapar stor frithet i uttryck och rumsbildningar. Denna säregna hantering av materialet, som arkitekten själv utvecklade och kallade textile block construction, används även i hans samtida Millard House i Pasadena, Kalifornien. Wright såg detta som ett sätt att "ge själ" åt ett industriellt producerat material. 
Den långsmala huskroppen är placerad längs en brant sluttning och kragar dramatiskt ut över denna. Rummen är ordnade kring ett centralrum med katedralliknande takhöjd. Även interiört återfinns de karakteristiska betongblocken som skapar ett monumentalt och mystiskt sceneri. Byggnaden har också använts som inspelningsplats för en rad amerikanska filmer och TV-serier. Huset fick exempelvis en framträdande roll i Bladerunner från 1982.
Ennis House är byggnadsminnesmärkt sedan 1971 och ägs idag av en stiftelse. I juni 2009 annonserade man att byggnaden står till försäljning till ett utgångspris av $15,000,000.  2011 köpte miljardären Ron Burkle villan för 4,5 miljoner dollar.